# Теодор Максимович
Теодор Максимович (1799 — 17 жовтня 1881, Чернівці) — церковний діяч на Буковині, священник УГКЦ, довголітній парох у Чернівцях і декан Буковинський (1833–1881).

## Життєпис
Народився у 1799 році. Висвячений на священника 1824 року. До 1833 року був душпастирем у Сучаві, де за час його перебування було побудовано парафіяльний дім, помешкання для сотрудника і дяка. У 1833 році призначений парохом церкви святого апостола Тадея в Чернівцях і деканом Буковинського деканату. У 1862 році, стараннями отця Максимовича була розмальована церква в Чернівцях. Як декан, щороку об'їздив всі парафії Буковини, звичайно бричкою, до якої була запряжена пара коней.
Від 1840 року був почесним крилошанином Львівської митрополичої капітули.
Його описують як високоморального, освіченого, інтелігентного. Він користувався у місті авторитетом, тому парафіяни часто просили його представляти їхні інтереси перед міською владою. За його часів кількість греко-католиків значно зросла.
Коли у 1881 році отець Максимович помер, на його смерть боляче відреагували депутати Буковинського сейму. Головуючий на засіданні бургомістр Антон Кохановський, вставши, сказав:
|  | «Нині значна часть історії Буковини зійшла до гробу, бо сего дня умер канонік Максимович, котрий близько 50 літ тут дійствував, для того на знак почести для покійника перериваю засідання». |

## Нагороди
- Лицарський хрест ордена Франца Йосифа (1854)[4]